# La Possonnière
La Possonnière és un municipi francès situat al departament de Maine i Loira i a la regió de País del Loira. L'any 2007 tenia 2.310 habitants.

## Demografia

### Població
El 2007 la població de fet de La Possonnière era de 2.310 persones. Hi havia 876 famílies de les quals 214 eren unipersonals (48 homes vivint sols i 166 dones vivint soles), 301 parelles sense fills, 333 parelles amb fills i 28 famílies monoparentals amb fills.
La població ha evolucionat segons el següent gràfic:
Habitants censats

### Habitatges
El 2007 hi havia 968 habitatges, 882 eren l'habitatge principal de la família, 48 eren segones residències i 38 estaven desocupats. 921 eren cases i 43 eren apartaments. Dels 882 habitatges principals, 692 estaven ocupats pels seus propietaris, 185 estaven llogats i ocupats pels llogaters i 5 estaven cedits a títol gratuït; 7 tenien una cambra, 56 en tenien dues, 112 en tenien tres, 181 en tenien quatre i 526 en tenien cinc o més. 680 habitatges disposaven pel capbaix d'una plaça de pàrquing. A 320 habitatges hi havia un automòbil i a 470 n'hi havia dos o més.

### Piràmide de població
La piràmide de població per edats i sexe el 2009 era:
| Homes | Edats   | Dones |
| ----- | ------- | ----- |
| 0     | 95 o +  | 0     |
| 4     | 90 a 94 | 12    |
| 8     | 85 a 89 | 40    |
| 12    | 80 a 84 | 20    |
| 32    | 75 a 79 | 40    |
| 60    | 70 a 74 | 52    |
| 32    | 65 a 69 | 72    |
| 60    | 60 a 64 | 32    |
| 36    | 55 a 59 | 60    |
| 88    | 50 a 54 | 88    |
| 76    | 45 a 49 | 104   |
| 64    | 40 a 44 | 52    |
| 80    | 35 a 39 | 76    |
| 80    | 30 a 34 | 88    |
| 72    | 25 a 29 | 52    |
| 64    | 20 a 24 | 64    |
| 72    | 15 a 19 | 76    |
| 72    | 10 a 14 | 48    |
| 56    | 5 a 9   | 52    |
| 52    | 0 a 4   | 68    |

## Economia
El 2007 la població en edat de treballar era de 1.445 persones, 1.062 eren actives i 383 eren inactives. De les 1.062 persones actives 1.018 estaven ocupades (513 homes i 505 dones) i 44 estaven aturades (28 homes i 16 dones). De les 383 persones inactives 175 estaven jubilades, 123 estaven estudiant i 85 estaven classificades com a «altres inactius».

### Ingressos
El 2009 a La Possonnière hi havia 888 unitats fiscals que integraven 2.305,5 persones, la mediana anual d'ingressos fiscals per persona era de 18.514 €.

### Activitats econòmiques
Dels 66 establiments que hi havia el 2007, 1 era d'una empresa alimentària, 3 d'empreses de fabricació d'altres productes industrials, 12 d'empreses de construcció, 10 d'empreses de comerç i reparació d'automòbils, 3 d'empreses de transport, 2 d'empreses d'hostatgeria i restauració, 2 d'empreses financeres, 4 d'empreses immobiliàries, 12 d'empreses de serveis, 10 d'entitats de l'administració pública i 7 d'empreses classificades com a «altres activitats de serveis».
Dels 20 establiments de servei als particulars que hi havia el 2009, 1 era una oficina de correu, 3 tallers de reparació d'automòbils i de material agrícola, 1 autoescola, 1 guixaire pintor, 4 fusteries, 2 lampisteries, 3 electricistes, 1 empresa de construcció, 2 perruqueries i 2 restaurants.
Dels 4 establiments comercials que hi havia el 2009, 1 era una botiga de més de 120 m², 1 una fleca, 1 una llibreria i 1 una botiga d'equipament de la llar.
L'any 2000 a La Possonnière hi havia 24 explotacions agrícoles que ocupaven un total de 870 hectàrees.

## Equipaments sanitaris i escolars
El 2009 hi havia 1 farmàcia i 1 ambulància.
El 2009 hi havia 1 escola maternal i 2 escoles elementals.

## Poblacions més properes
El següent diagrama mostra les poblacions més properes.